# C5 (tunnelbanevagn)

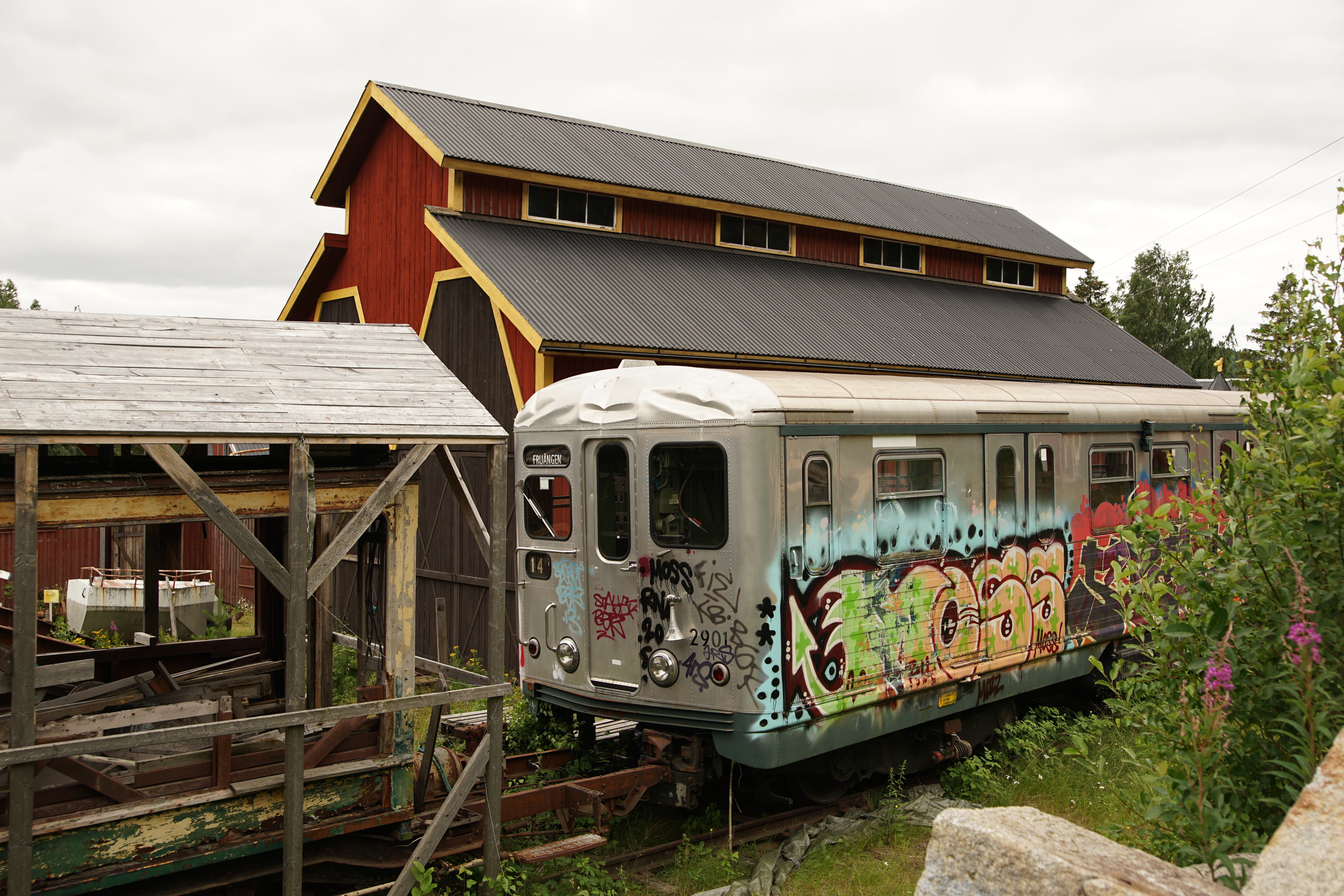
Bevarade Silverpilen på Mannaminne, 2022.

Tunnelvagn C5, även kallad Silverpilen eller Silvertåget, var ett prototyptåg som dåvarande AB Stockholms Spårvägar (numera Storstockholms Lokaltrafik (SL)) beställde av Hägglunds i Örnsköldsvik och som användes i Stockholms tunnelbana i trettio år, 1966–1996.
Totalt levererades åtta vagnar av denna typ (nr 2901–2908), således ett fullängdståg. Vagnarna var samkörbara och kunde ibland ses tillsammans med andra vagntyper i samma tåg. Vagnarna fick i folkmun namnet "Silverpilen" för att de var av olackerad aluminium. Namnet övertogs från ett lokalt soptransporttåg, som slutat köra omkring 1970.
Sju vagnar skrotades på 1990-talet, medan den första återbördades till Örnsköldsvik, där den togs om hand av museiföreningen Primus Motor. Den har använts som lokal för turistbyrån i Örnsköldsvik men nu står den på Mannaminne i Höga Kusten. En vagn skrotades enbart delvis, varefter en del av vagnen hamnade på Polishögskolan i Sörentorp i Solna kommun, där den används för övningsändamål.

## Historia

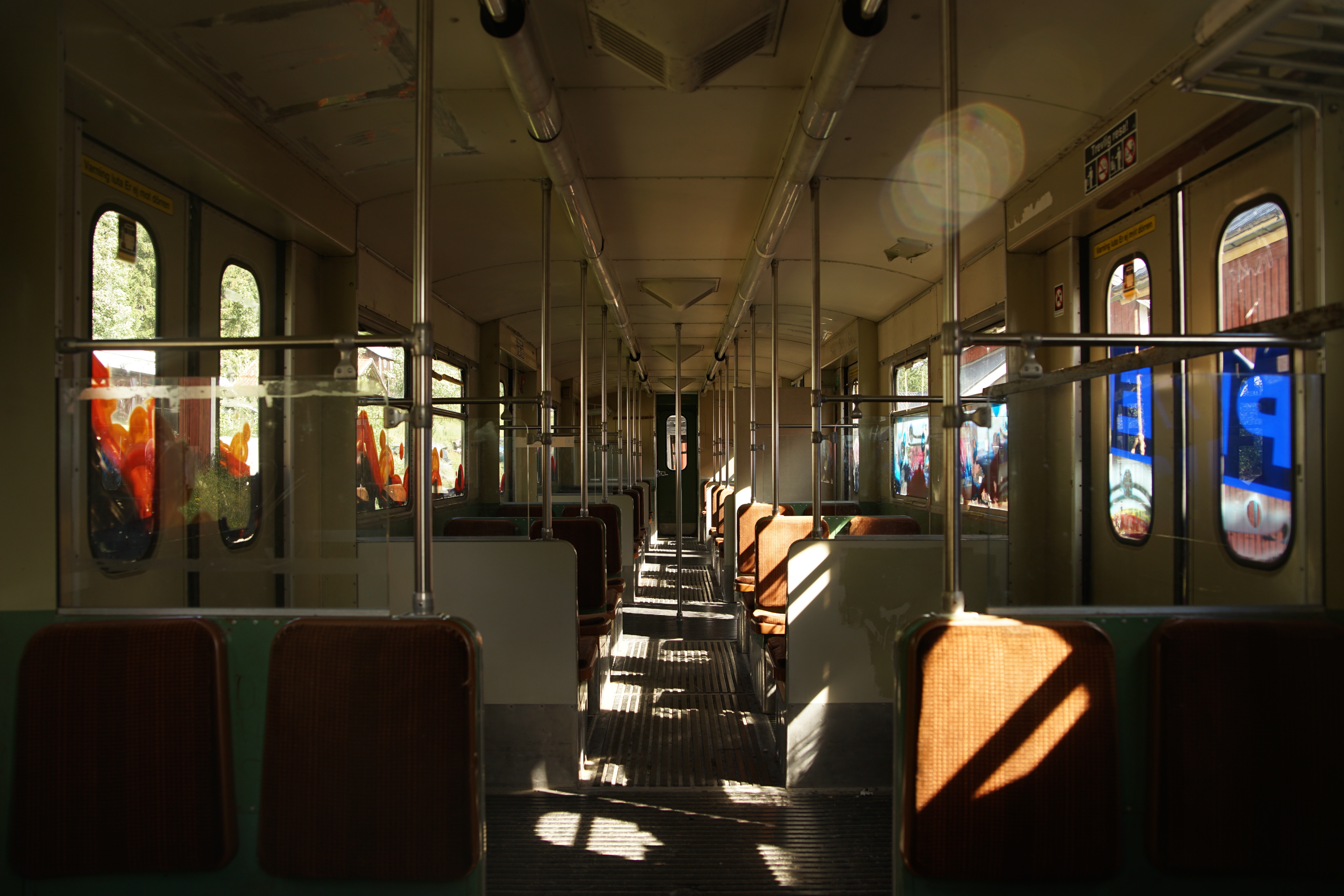
Inredningen av C5.

C5-vagnarna var en uddatyp i tunnelbanan och det är kanske inte så konstigt att SL bestämde sig för att utrangera dem. Typen beställdes 1959 hos Hägglund & Söner i Örnsköldsvik som aldrig tidigare levererat några tunnelbanevagnar då samtliga tidigare tunnelbanevagnar levererats av Svenska Järnvägsverkstäderna (ASJ) och Asea i samarbete. Hägglunds hade tidigare levererat motorvagnar till SJ och spårvagnar till ett flertal svenska städer och var när ordern lades i full gång med att tillverka M25 till Göteborgs spårvägar. Man hade således erfarenhet av att tillverka spårburna fordon. Stockholms spårvägar, som då även drev tunnelbanan, beställde ett provtåg bestående av åtta vagnar. Provtåget skulle vara samkörbart med de tidigare levererade vagnarna littera C1, C2 och C3 samt de beställda C4-vagnarna. Vagnarna skulle ha samma huvudmått och planlösning som C4. Genom ett flertal åtgärder skulle vagnarna bli betydligt lättare än de tidigare levererade tunnelbanevagnarna. C1, C2 och C3 hade en vikt på närmare 30 ton, medan den under byggnad varande C4 skulle få en vikt på 24 ton och C5 beräknades få en vikt på 20 ton. Boggierna blev av ny konstruktion med helhjul och hålaxlar. Boggiramverk av sedvanlig typ fanns inte utan istället fanns ett antal tvärs- och längsgående balkar.
Som första tunnelbanevagnar har C5:orna en vagnskorg som vilar på luftfjädring. Vagnskorgens centrumtappar är lagrade i varje boggi i ett centrumlager som är förankrat i boggin med gummilagrade stag. Motorerna som är av Hägglunds egen konstruktion, är betydligt lättare än ASEA-motorerna. Även omformaren är tillverkad av Hägglunds. Motorerna regleras genom ett kampådrag, tidigare tunnelbanevagnar hade haft konventionell kontaktormanövrering. Kampådraget tillverkades av General Electric. Vagnskorgen är utförd i svetsad stålkonstruktion med två långbalkar och mellanliggande tvärbalkar. Taket är uppbyggt av aluminiumplåt som är nitad/limmad på längs- och tvärsgående alumimiumprofiler. Vagnskorgens väggar är utförda i stålplåt med utanpåliggande aluminiumplåt. Genom att ha denna utanpåliggande aluminiumplåt som täckning av korgen slapp man att måla den frånsett märkning. Detta var också det som kännetecknade C5:orna och som gjorde dem så lätta att skilja från övriga tunnelbanevagnar som var traditionellt gröna. Hela provtåget var klart för leverans 1965.
Den första vagnen 3001, senare 2901 var klar 1963, 2901–2907 C5 2901, C5 2902, C5 2903, C5 2904, C5 2905, C5 2906 och C5 2907 var klara 1964, medan den C5 2908 var klar 1965. Enligt märkning på vagnarna leveransbesiktigades vagnarna enligt följnade: C5 2901 10/12 1965, C5 2902 13/12 1965, C5 2903 30/11 1965, C5 2904 10/12 1965, C5 2905 14/12 1965, C5 2906 20/11 1965, C5 2907 13/12 1965 och C5 2908 19/10 1965. Anledningen till att man ändrade numren var att man inte ville att de skulle få samma nummer som de beställda X1-motorvagnarna som skulle gå i Stockholms lokaltrafik. Någon ytterligare beställning av C5 gjordes aldrig, däremot blev Hägglunds underleverantör till kommande generationer av tunnelbanevagnar sedan ASJ lagt ned tillverkningen i Linköping. Normalt sett användes samtliga vagnar i ett eget tåg, även om de var samkörbara med övriga tunnelbanevagnar. Till en början gick vagnarna på tunnelbana 2 (röda linjen), men har vid något tillfälle även använts på tunnelbana 3 (blå linjen).
När tunnelbanan nådde Mörby ställdes vagnarna tidvis upp där. Uppställningsspåret sluttar en aning, varför tågsättet kan komma i rörelse. För att motverka detta kördes tåget med en C6:a i ena änden. C6:orna har inverterad parkeringsbroms vilket gjorde att de kunde stå stilla utan annan åtgärd. Allteftersom C6 byggdes om till C6H övertog dessa rollen som parkeringsvagn. Den åttonde C5:an stod då i reserv. Alla C5 avställdes under senvåren 1994 för att sedan åter komma i trafik i november samma år. Bara två vagnar observerades i trafik, C5 2902 och C5 2905. Dessa användes som udda vagnar i C4-tåg. Slopning skedde under 1995 med undantag för C5 2901 som formellt kom att slopas i samband med att den 1996 skänktes bort för att bevaras i Örnsköldsvik tillsammans med andra Hägglundstillverkade fordon.

### C5 året 1993
Filmen Sökarna spelades in 1993. I filmens inledningsscener är handlingen förlagd till tunnelbanan där två ungdomsgäng kommer i bråk. Ett av gängen åker tunnelbana och när vagnarna rullar in på perrongen vid Kungsträdgårdens tunnelbanestation kan man se att tåget är Silverpilen. Minst tre vagnar är synliga, men den vagn som syns mest är C5 2901.
En intressant detalj är att filmen skall skildra "en storstad". Logotyper, reklam mm i och omkring tågen har därför avlägsnats eller neutraliserats. Troligen användes det silverfärgade tåget för att skilja sig från de för tiden gröna C4-vagnarna. Tågföraren, Staffan Hildebrand, bär uniform med basker, något som avviker från en normal föraruniform.

### C5 året 1994
Vagnarna kom åter i trafik i november efter att ha varit avställda sedan sommaren.

### C5 året 1995
1/1 1995 fanns fortfarande alla 8 st C5-vagnar i trafik.
Som nämndes i C5 året 1994 kom C5orna åter i trafik efter att ha varit avställda. Endast två vagnar C5 2902 och C5 2905 observerades i trafik. Vagnarna gick inte tillsammans utan ingick i C4-tåg. I januari 1995 avställdes vagnarna återigen. Samtliga vagnar utom C5 2901 slopades under 1995 med avsikt att skrotas. En vagn, C5 2901, bevarades som museivagn i Örnsköldsvik.

### C5 året 1996
1 januari 1996 fanns en C5 i trafik; C5 2901.
Man genomförde en avskedsutfärd med C5 2901 under sommaren innan vagnen slopades och skickades till Örnsköldsvik för att bli museifordon.

## Vandringssägner kring "Silverpilen"

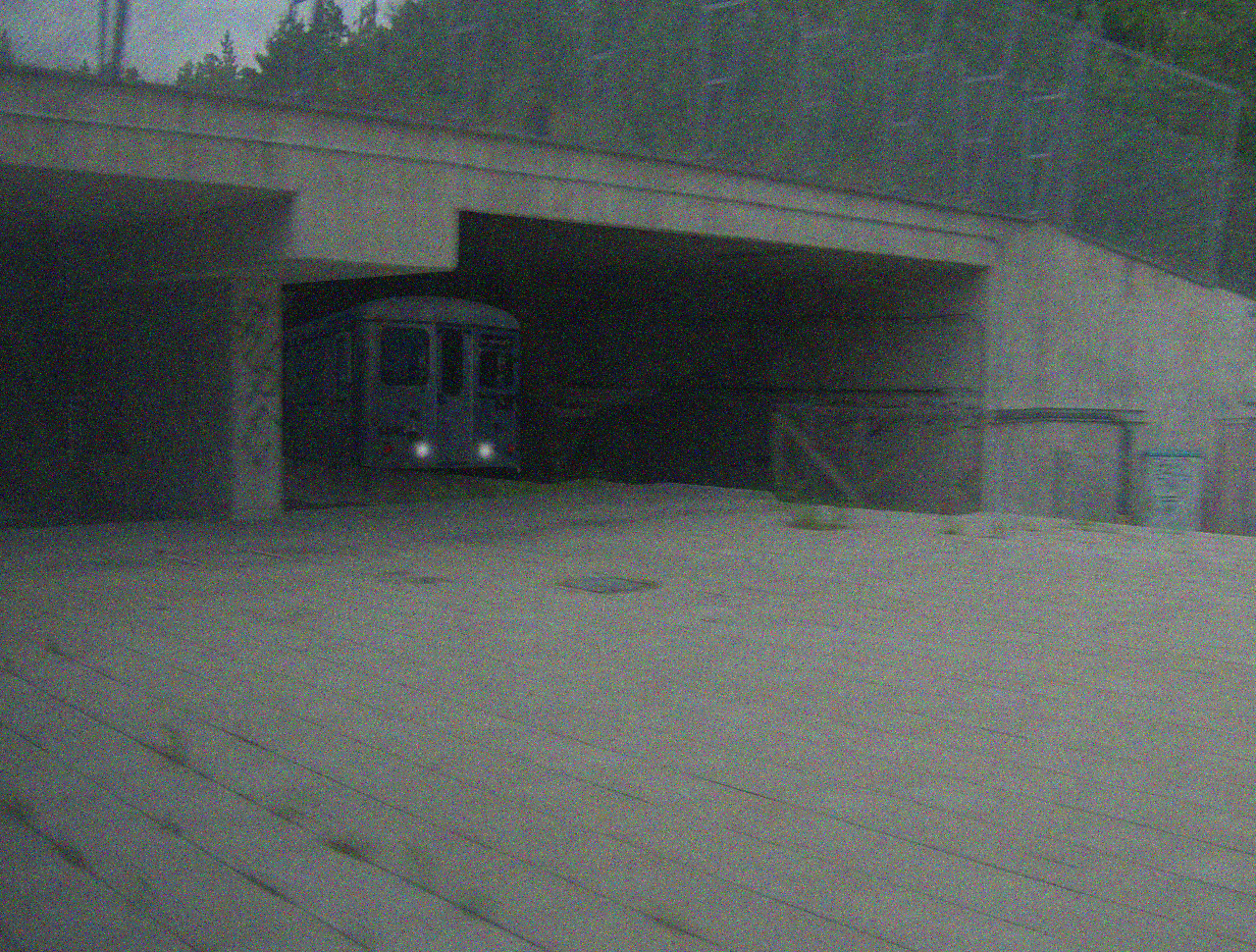
Silvertåget, även känt som Silverpilen, vid Kymlinge spökstation, tunnelbanestationen för de döda (artificiell bild).

Det finns flera vandringssägner knutna till C5-tåget, eller "Silverpilen", samt "Silvertåget", som det vanligen kallas under dessa sammanhang. Enligt sägnerna ska Silverpilen ha varit ett tåg för de döda och tåget ska ha känts igen på dess passagerares uttryckslösa, döda blickar. Dessa sägner har troligen uppstått då C5-vagnarna ansågs ha ett spökliknande ljud i tunnlarna och var sällsynta i trafik.

### Webbkällor
- Svenska spårvägssällskapet